# Manzanillo (Costa Rica)
Pour les articles homonymes, voir Manzanillo.
Manzanillo  est un village du Costa Rica situé dans la zone protégée de Gandoca-Manzanillo, dans la province de Limón.
Son principal attrait est sa plage de sable blanc.